# Tits & Clits
Tits & Clits est un comics underground publié par Lyn Chevli et Joyce Farmer.

## Histoire
Lyn Chevli avant d'être auteure de comics tient une librairie dans laquelle sont vendues des comics underground comme ceux de Robert Crumb. Elle a alors l'idée de créer son propre comics qui tiendrait un discours destiné aux femmes, s'opposant de ce fait aux comics masculins sexistes. Lorsque son magasin fait faillite elle décide de publier ce magazine. Elle propose à Joyce Farmer, qui travaillait dans la même rue qu'elle, de participer à cette aventure et en juillet 1972 sort le premier numéro de Tits & Clits. Les ventes sont correctes mais le titre est menacé d'interdiction car il est jugé pornographique. Le deuxième numéro est renommé en Pandoras Box Comix mais il retrouve son titre en 1977. Finalement, aucune poursuite n'est menée à l'encontre des auteures qui publient 7 numéros de Tits & Clits. La parution est très irrégulière : 
- numéro 1 : juillet 1972
- numéro 2 : juillet 1976
- numéro 3 : février 1977
- numéro 4 : décembre 1977
- numéro 5 : juillet 1979
- numéro 6 : novembre 1980
- numéro 7 : novembre 1987

À partir du troisième numéro, Lyn Chevi cesse de dessiner et, en plus d'écrire, prend le rôle de responsable éditoriale. 
À partir du quatrième numéro, le comics est publié par Last Gasp.
Plusieurs artistes seront publiées dans la revue : (Dot Bucher, Roberta Gregory, Ruth Lynn, Trina Robbins, Shelby Sampson, Chris Powers, Jennifer Malik, Michelle Jurris, Paula Gray, Miriam Flambe, Rocky Trout, Terry Richards, Beverly Hilliard et Sharon Rudahl)